# Kamptegnet
Kamptegnet var en dansk antisemitisk tidskrift som gavs ut av Aage H. Andersen mellan maj 1939 och maj 1943 och som var Danmarks Nationalsocialistiske Arbejderpartis (NSAP) partiorgan. Bland skribenterna fanns bland annat Olga Eggers, tillika tidskriftens redaktör 1940-1942, och författaren Harald Nielsen. 
Tidskriften grundades efter förebild från den tyska tidningen Der Stürmer, med rubriker som "De judiska förbrytarnas hemlighet!"  Redaktionen hade sina lokaler på Jensløvs Tværvej 2 i Charlottenlund.

## Innehåll
I det stående innehållet fanns rapporter om var det bodde judar, om judiska namn och inte minst listor över företag som ägdes av judar. Informationen samlades in av läsekretsen, som skickade in den till tidskriften. Bland de som råkade ut för påståendena var bland andra Greve Heinrich Carl Schimmelmann, som finansierade den nazistiska dagstidningen Fædrelandet och som påstods vara jude. Greve Frederik Marcus Knuth påstods ha begått incest. Bland rapporterna fanns också uppgiften om att direktören för Daells Varehus, P.M. Daell, skulle ha anställt en jude från Polen som sekreterare. Varje vecka publicerade tidningen uppgifter om ett par där den ene var av judisk börd och den andra av icke-judisk härkomst. Tidningen kallade detta för "Veckans rasskändning". Tidningen innehöll även antijudiska karikatyrteckningar och löpande listor over "hel-, halv- eller kvartsjudar, samt ingifta judiska personer". Tidningen levererade också material till Danmarks Erhvervs Korporation, som förde arkiv över judiska familjer och investerare.
Hans Bendix skriver i sina memoarer att "Köpenhamn var ohyggligt den sommaren. [1939] Kamptegnet såldes öppet av skrikande unga människor i uniformsskjortor och högskaftade stövlar." 
Det gagnade inte Kamptegnet att tidskriften stötte sig med allt och alla som inte var nazister. Flera danska nudistorganisationer beskylldes för att vara språkrör för judendomen. I september 1942 tryckte tidskriften ett reportage från Warszawas getto, där man under rubriken "Även med liken gör judarna affärer" skildrade vardagen i ghettot. Dansk polis beslagtog flera gånger tidskriftens löpsedlar och då en återförsäljare i Randers 21 juli 1941 gjorde reklam för Kamptegnet i ett skyltfönster, krossades affärens fönster. Nyårsaften år 1941 hade den elegant renoverade Apolloteatret premiär på pjäsen Tomands-Fronten av Børge Müller, där man öppet drev med Kamptegnet (under namnet Damptegnet, på svenska närmast Ångtrycket) och Olga Eggers. Föreställningen fick emellertid så dåliga recensioner att den drogs in efter tre veckor.

## Medarbetarens propagandafilm
Kamptegnets medarbetare Paul Hennig deltog i ett inbrott hos Dansk Mosaisk Trossamfund i augusti 1943, då han tillsammans med Gestapo beslagtog trossamfundets medlemsförteckning. Tillsammans med Hennigs kunskap om den dansk-judiska miljön och hans kontakter med angivare, gjorde detta att kan kunde ta fram den omfattande lista över danska judar som sedan användes av Gestapo då man i oktober 1943 började arrestera judar. 5 % av de danska judarna lyckades inte fly och satt bland annat internerade i Horserødslägret. 12 oktober 1943 kom Paul Hennig till lägret där han spelade in en smalfilm som skulle användas i antijudisk propaganda. Filmen kom dock aldrig i omlopp eftersom Hennig strax därefter blev mycket upptagen med annat. Han var passagerare på trupptransportfartyget Wartheland som fraktade danska judar till koncentrationsläger och han infiltrerade Lyngbygruppen som hade smugglat judar över Öresund vid Humlebæk och Nivå. Fem medlemmar i gruppen arresterades men flera lyckades fly till Sverige. Den danska motståndsrörelsen gjorde flera försök att likvidera Hennig och år 1944 tvingades han, tillsammans med andra i samma situation, söka skydd i Frøslevslägret. År 1947 dömde byretten Hennig till döden för angiveri, men domen överklagades till højesteretten där den 1949 omvandlades till livstids fängelse. Han släpptes emellertid år 1956 och levde sedan ett tillbakadraget liv till sin död 1986.
Judar, som suttit i Horserødslägret, vittnade under rättsförhandlingarna att en man hade filmat dem och eftersom polisen redan var intresserade av Hennig gjordes en husrannsakan i hans bostad. Man återfann här såväl filmen som filmkameran och detta användes sedan som bevis för Hennigs nära kontakter med Gestapo. I sin överklagan till højesteretten anklagade han även andra, bland annat Søren Kam, men då polisen år 2007 åter granskade fallet Hennig konstaterade stadsadvokaten vid Anklagemyndigheden att det inte fanns grund för anklagelsen. Kam avled 23 mars 2015 i Kempten i Tyskland. Hennigs film från lägret har bevarats.

## Anklagelserna mot Daells Varehus
Grosshandlare Daell hängdes i Kamptegnet ut som antitysk "judelakej" som tillsammans med sin påstådda älskarinna, sekreteraren Elsa Wassermann, hävdades styra Daells Varehus efter sina "judiska principer" och ersatte företagets "ariska" medarbetare med judar. Enligt tidningen skulle Wehrmachts personal behandlas illa i varuhuset. Daell och Wassermann polisanmälde tidningen för förtal och 15 maj 1942 dömdes tidningens redaktörer till fängelsestraff och böter. Tidskriften ansåg att domen var ytterligare ett bevis på judisk infiltration och makt över samhället. Att den tyska ockupationsmakten tillät danska medborgare att polisanmäla tidskriften visar att Kamptegnets grova antisemitism och kompromisslöshet vållade problem för Samarbejdspolitikken, den dansk-tyska samarbetspolitiken under andra världskriget. 
Eggers hade inte skrivit själva artiklarna, men som redaktör var hon ansvarig för publiceringen. På samma sätt var hon ansvarig för att utdelningen av löpsedlar och gratisexemplar av Kamptegnet till kunderna i Daells Varehus och bland de anställda. Daell och Ella Wassermann väckte enskilt åtal om ärekränkning i januari 1942 och krävde att förhandlingarna skulle föras inför öppna dörrar så att Kamptegnets arbetsmetoder skulle bli allmänt kända. Det försvårade dock saken för Eggers att hon själv hade deltagit i utdelning av löpsedlarna. Det uppstod tumult vid varuhuset och kunder skrämdes bort. Daell och Wassermann krävde 10 000 kr i skadestånd och att påståendena om ett sexuellt förhållande skulle förklaras obefogade. 27 januari 1942 dömdes Eggers för att ha delat ut förargelseväckande löpsedlar. Tyskarna krävde dessutom att hon skulle sluta som redaktör. Istället övertogs platsen av Aage H. Andersen och han fortsatte kampanjen mot Daell och Wassermann. Fallen väckte stort intresse eftersom P.M. Daell var en mycket känd person och att på grund av det faktum att ockupationsmaktens sympatisörer satt på de åtalades bänk.
Daell och Wassermann stämde sedan Andersen för de artiklar som trycktes i Kamptegnet i mars 1942. Cecil von Renthe-Fink, som var Tysklands Reichsbevollmächtiger i Danmark, förbjöd tidskriften att fortsätta med detta. Andersen dämpade sig, men släppte inte ämnet Daells Varehus. Tillströmningen av åhörare till den efterföljande rättsförhandlingen var så stor att man var tvungen att hitta en större tingssal och hålla dörrarna öppna så att de täta leden av åhörare utanför salen kunde följa med i förhandlingen. Tidningarnas referat var återhållsamma, men Nationaltidende vågade i april 1942 använda rubriken "Ett skolexempel på förtal". Eggers påpekade att hon förde en kamp mot "den judiska rasen som sådan och inte mot utpekade personer". Andersens försvarsadvokat hänvisade till yttrandefriheten. 15 maj 1942 föll domen, vari anklagelserna om äktenskapsbrott befanns vara ärekränkning och helt grundlösa. Både Eggers och Andersen dömdes för förtal och skulle dessutom betala skadestånd om 4000 danska kr till Daell och 2000 danska kr till Wassermann. Eggers och Andersen överklagade domen till højesteretten, vilket även Daell och hans sekreterare gjorde med krav på att straffet skulle skärpas. Målet togs upp på nytt i oktober 1942 men denna gång bestämde det danska utrikesdepartementet, udenrigsministeriet, att tidningarna inte fick rapportera från förhandlingarna.  Anledningen var att det skulle kunna bli för mycket för tyskarna, det vill säga att Eggers och Andersen faktiskt dömts för att föra officiell tysk judepolitik.
De nationalsocialistiska tidningarna trotsade förbudet och skrev i alla fall om målet. Kamptegnet återupptog sin kampanj och äldre nummer delades ut på gatorna i Köpenhamn. Denna gång lade Andersens försvarsadvokat fram en gästbok från Grand Hotel i Odense som bevis, av vilken framgick att "godsägare Palle Daell" och "fröken Ella Wassermann" hade övernattat på hotellet. Visserligen hade de haft varsitt rum, men vid den här tiden reste inte vuxna män och kvinnor tillsammans utan att vara gifta. Stämningen i rättssalen vändes mot dem och det blev så stökigt att rättens ordförande måste hota med att utrymma rättssalen. Andersen polisanmälde också paret för mened. Den avslutande förhandlingen ägde rum 6 november 1942 inför en fullsatt tingssal. Bland åhörarna fanns många från Frikorps Danmark och på grund av hotbilden måste Daell och Wassermann föras ut bakvägen under polisbeskydd. Först 29 mars 1943 förkunnade højesterettens dom. Man fastställde enhälligt landsrettens dom och skärpte dessutom straffen: Eggers fick 2 x 80 dagars hæfte (en mildare form av fängelsestraff) och Andersen 2 x 80 dagars fängelse. Eggers avtjänade aldrig straffet, men förlorade sitt ekonomiska författarstöd. Rättens kostnader uppgick till över 10 000 danska kr.  Domen var unik med tanke på att den fällde en tankegång som ockupationsmakten själv propagerade för. Dagen efter krossades flera av de stora skyltfönstren i Daells Varehus.
Kamptegnet ansågs i samtiden vara så extrem att till och med hängivna anhängare till Nazityskland tog avstånd. Dess kontroversiella verksamhet ledde även till att det officiella Tyskland genom Renthe-Fink beordrade tidningen att lugna ner sig. Kamptegnets uppenbara och extrema linje var skadlig för den samarbetspolitik som Werner Best ville föra. År 1942 förlorade Kamptegnet, på Bests order, det omfattande ekonomiska stöd man tidigare haft från Tyskland. I augusti 1943 reste Eggers till Tyskland som tolk för fabriken Heinkel-Werke, som levererade tysk krigsmateriel. Av brev till familjen framgår att hennes resa beordrats från det tyska högkvarteret i Köpenhamn, Dagmarhus,  och att hon i princip alltså utvisades från Danmark av ockupationsmakten för sin iver att följa deras politik.
Omkring 1941 ingick NSAP ett passivt samarbete med det danska nazistpartiet Danmarks Nationalsocialistiske Arbejderparti (DNSAP), och tidningen utgavs i deras regi tills den lades ner år 1943.